# Ischnomias
Ischnomias är ett släkte av skalbaggar. Ischnomias ingår i familjen vivlar.
Kladogram enligt Catalogue of Life:
| Ischnomias | \| \| Ischnomias donckieri \| \| \| \| \| \| Ischnomias nobilis \| \| \| \| \| \| Ischnomias opulentus \| \| \| \| |
|            | \| \| Ischnomias donckieri \| \| \| \| \| \| Ischnomias nobilis \| \| \| \| \| \| Ischnomias opulentus \| \| \| \| |
|            | Ischnomias donckieri                                                                                               |
|            | |
|            | Ischnomias nobilis                                                                                                 |
|            | |
|            | Ischnomias opulentus                                                                                               |
|            | |